# روبرت تروي
روبرت تروي (بالإنجليزية: Robert Troy)‏ هو سياسي أيرلندي، ولد في 24 يناير 1982 في جمهورية أيرلندا. حزبياً، نشط في فيانا فايل. في 2016 Irish general election ‏، انتخب نائب دييل عن دائرة لونغفورد وستميث ‏ وقد انضم خلال فترته النيابية ‏ (10 مارس 2016 – ) للكتلة البرلمانية فيانا فايل وفي الانتخابات العمومية الأيرلندية 2011 ‏، انتخب نائب دييل عن دائرة لونغفورد وستميث ‏ وقد انضم خلال فترته النيابية ‏ (9 مارس 2011 – 3 فبراير 2016) للكتلة البرلمانية فيانا فايل.

## وصلات خارجية
- الموقع الرسمي